# Otto Fuhrmann
Otto Fuhrmann (* 1. April 1871 in Basel; † 27. Januar 1945) war ein Schweizer Parasitologe mit Schwerpunkt Helminthologie.

## Leben und Werk
Fuhrmann war der Sohn eines Prokurist und studierte an der Universität Basel als Schüler von Ludwig Rütimeyer und Friedrich Zschokke. Anschliessend setzte er seine Ausbildung an der Universität Genf als Assistent von Carl Vogt fort. Dieser ermutigte Fuhrmann, seine Studien auf parasitäre Plattwürmer zu konzentrieren.
Fuhrmann promovierte an der Universität Basel mit der Dissertation Die Turbellarien der Umgebung von Basel und kehrte anschliessend an die Universität Genf zurück. Dort wurde er Assistent bei Emile Yung (1854–1918). Yung war der Nachfolger von Vogts.
Fuhrmann wurde 1895 an die Universität Neuenburg berufen, an der er bis 1941 als Professor der Zoologie und vergleichenden Anatomie tätig war. Fuhrmann arbeitete mit Théodore Delachaux zusammen der sein späterer Nachfolger im Naturhistorischen Museum Neuenburg wurde.
Fuhrmann wird die Einführung eines neuen Klassifizierungsschemas für Cyclophyllidea zugeschrieben, bei dem die Ordnung in zehn Familien mit acht Unterfamilien unterteilt wurde – von den insgesamt 66 Gattungen waren zwanzig neu in der Wissenschaft. Zu Ehren Fuhrmanns benannte Mario Giacinto Peracca den von ihm entdeckten Rückenfrosch Cryptobatrachus fuhrmanni (Fuhrmanns Rucksackfrosch). Dank Fuhrmann kam Jean Piaget um 1911 in Kontakt zu zahlreichen Spezialisten wie Yung und Maurice Bedot (1859–1927).

## Schriften (Auswahl)
- Die Cestoden der Vögel, 1909
- Voyage d'exploration scientifique en Colombie, 1914
- Cestodes d'oiseaux de la Nouvelle-Calédonie et des Iles Loyalty, 1918
- Cestodes, 1926
- Brasilianische Cestoden aus Reptilien und Vögeln, 1927
- Les ténias des oiseaux, avec 147 figures dans le texte, 1932